# COP 14 (CBD) 2018 Sharm El Sheik
Die 14. Vertragsstaatenkonferenz des Übereinkommens über die Biologische Vielfalt fand vom 13. bis 29. November 2018 im ägyptischen Scharm asch-Schaich statt. Die Vereinten Nationen forderten dabei Entscheidungsträger aus mehr als 190 Ländern zur Beendigung des Verlustes an Biodiversität und zum Schutz von Ökosystemen auf, um die Sicherheit von Nahrungsmitteln und Wasser sowie der Gesundheit der Menschen zu garantieren.
Die Biodiversitätskonferenz beinhaltete die Sitzungen der leitenden Organe der Convention on Biological Diversity und ihrer Protokolle sowie weitere Parallelforen und Gipfeltreffen. Es umfasste die 14. Tagung der Konferenz der Vertragsparteien der Biodiversitätskonvention, die neunte Tagung der Vertragsparteien des Cartagena-Protokolls und die 3. Tagung der Vertragsparteien des Nagoya-Protokolls.
Am Rande der Biodiversitätskonferenz der Vereinten Nationen wurden Zusagen zur Unterstützung des Strategischen Plans für Biodiversität 2011–2020 von Regierungen, Unternehmen, Nichtregierungsorganisationen und zwischenstaatlichen Organisationen, Städten und subnationalen Behörden, indigenen Völkern und lokalen Gemeinschaften, der Jugend und Zivilgesellschaft getroffen.